# Člověk moudrý starší
Člověk moudrý starší (Homo sapiens idaltu; afarsky idaltu = starší/prvorozený) je označení pro možný poddruh moderního člověka (Homo sapiens), jehož fosilní pozůstatky byly objeveny v roce 1997 v etiopském geologickém souvrství Bouri v oblasti Afarské pánve a datovány do období před asi 160 000 lety. Poddruh byl poprvé popsán v roce 2003. Fosilní nálezy zahrnují tři dobře zachované lebky, z nichž nejúplnější je lebka dospělého muže o objemu mozkovny asi 1 450 cm3. Zbylý kosterní materiál tvoří neúplná lebka dospělého muže a lebka asi šestiletého dítěte.
Uznání H. s. idaltu za platný poddruh moderního člověka by ospravedlnilo současné označení lidské populace za poddruh H. s. sapiens. Nicméně například britský bioantropolog Chris Stringer nepovažuje formu idaltu za dostatečně odlišnou od H. sapiens, aby bylo možné ji hodnotit jako poddruh. Paleoantropolog Tim D. White a další vědci považují poddruh/formu idaltu za pravděpodobného bezprostředního předka anatomicky moderních lidí.